# كيسات مهبلية

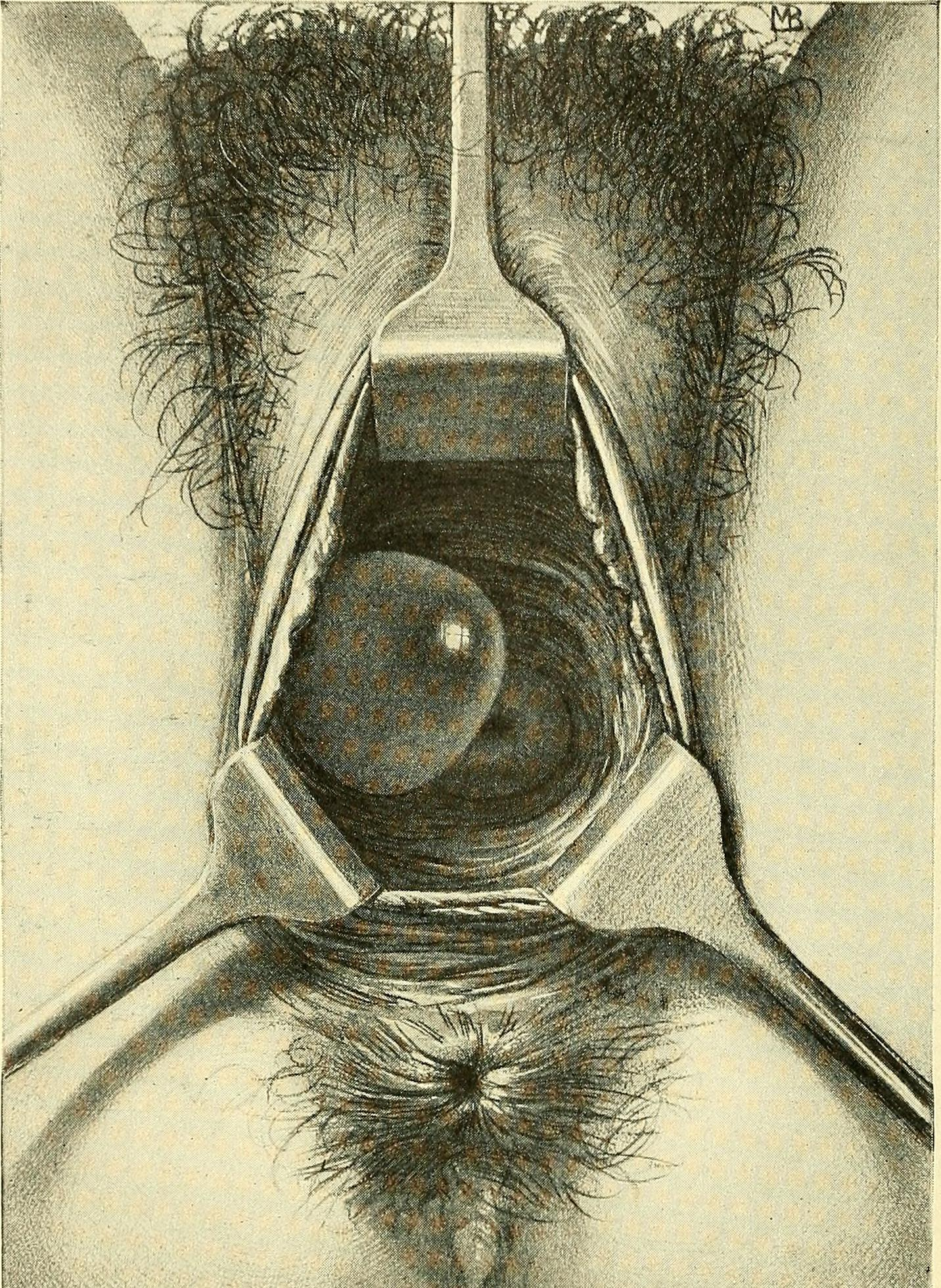

تُعرف الكيسات المهبلية على أنها كيسات حميدة غير شائعة تتطور ضمن الجدار المهبلي. تُصنف الكيسات المهبلية حسب نوع الأنسجة الظهارية المبطنة لها. يمكن أن تكون الكيسات المهبلية خلقية. ويمكن أيضًا أن تنشأ في مرحلة الطفولة والبلوغ. يُعد الكيس حرشفي الخلايا النوع الأكثر شيوعًا منها، يتطور داخل الأنسجة المهبلية الموجودة في موقع بضع الفرج أو غيرها من المواقع الجراحية المهبلية. في معظم الحالات، تكون هذه الكيسات غير عرضية وتحصل مضاعفات بشكل قليل جدًا أو معدوم. يمكن أن يتطور الكيس المهبلي على سطح الظهارة المهبلية أو ضمن طبقات أعمق. في كثير من الأحيان، تُكتشف الكيسات من قبل المرأة نفسها أو بشكل عرضي خلال فحص الحوض الروتيني. يمكن أن تحاكي الكيسات المهبلية البنى الأخرى التي تبرز من المهبل مثل المستقيم والمثانة. يمكن تمييز بعض الكيسات بصريًا إلا أن معظمها يحتاج إلى خزعة من أجل تحديد نوع الكيسة. يمكن أن تختلف أحجام الكيسات المهبلية إذ يمكن أن تنمو حتى حجم 7 سم. يمكن أن توجد الكيسات الأخرى على الجدار المهبلي. يمكن أن تُجس هذه الكيسات في كثير من الأحيان من قبل الطبيب أثناء القيام باختبار المس المهبلي. تتكون الكيسات المهبلية من نوع واحد من الكتلة المهبلية، ولكن قد تشتمل بعضها على خلايا سرطانية أو أورام حميدة. ما زال انتشار الكيسات المهبلية غير موثق بسبب عدم إبلاغ العديد من النساء عنها ولكن يقدر أن واحدة من كل 200 امرأة لديها كيسة مهبلية. قد تُكتشف الكيسات المهبلية في البداية أثناء الحمل والولادة. ثم تعالج من أجل توفير ولادة دون عائق للرضيع. يمكن للنمو الذي ينشأ من مجرى البول والأنسجة الأخرى أن يظهر على شكل كيسة في المهبل.